# You Keep on Moving/Love Child
You Keep on Moving/Love Child è un singolo dei Deep Purple pubblicato nel 1974. La versione del brano pubblicata sul lato A del singolo è leggermente più breve di quella presente nel Long Playing per poter rientrare nei limiti temporali dei 45 giri. Esiste una versione italiana per jukebox, con “Gettin’ Tighter” sul lato B, non vendibile al pubblico.

## Tracce
Lato A
1. You Keep on Moving (David Coverdale, Glenn Hughes)

Lato B
1. Love Child (David Coverdale, Tommy Bolin)